# Ghin-Doo-Ee-Nationalpark
Der Ghin-Doo-Ee-Nationalpark ist ein Nationalpark im Osten des australischen Bundesstaates New South Wales, 200 Kilometer nordöstlich von Sydney und rund 72 Kilometer nördlich von Newcastle.
Der Park schließt unmittelbar westlich an den Myall-Lakes-Nationalpark an. Er umfasst die Oberläufe von Little Myall River und Johnson River.